# Lygodactylus klemmeri
Lygodactylus klemmeri (малагасійський карликовий гекон) — вид геконоподібних ящірок родини геконових (Gekkonidae). Ендемік Мадагаскару. Вид названий на честь німецького герпетолога Конрада Клеммера.

## Поширення і екологія
Малагасійські карлкові гекони є ендеміками гірського масиву Цінги-де-Бемараха, розташованого в регіоні Мелакі на заході острова Мадагаскар. Вони живуть в сухих тропічних лісах. серед вапнякових скель. Ведуть деревний спосіб життя. Відкладають яйця.

## Збереження
МСОП класифікує стан збереження цього виду як близький до загрозливого. Lygodactylus klemmeri може загрожувати знищення природного середовища. 